# Сен-Ком-де-Френе
Сен-Ком-де-Френе́ (фр. Saint-Côme-de-Fresné) — коммуна во Франции, находится в регионе Нижняя Нормандия. Департамент коммуны — Кальвадос. Входит в состав кантона Ри. Округ коммуны — Байё.
Код INSEE коммуны — 14565.

## Население
Население коммуны на 2010 год составляло 237 человек.
| 1962 | 1968 | 1975 | 1982 | 1990 | 1999 | 2010 |
| ---- | ---- | ---- | ---- | ---- | ---- | ---- |
| 125  | 143  | 147  | 155  | 171  | 224  | 237  |

## Экономика
В 2010 году среди 143 человек трудоспособного возраста (15—64 лет) 95 были экономически активными, 48 — неактивными (показатель активности — 66,4 %, в 1999 году было 62,2 %). Из 95 активных жителей работали 85 человек (47 мужчин и 38 женщин), безработных было 10 (6 мужчин и 4 женщины). Среди 48 неактивных 10 человек были учениками или студентами, 22 — пенсионерами, 16 были неактивными по другим причинам.